# Geher-Länderkampf der Frauen 1977 Frankreich – BR Deutschland
| 1. Leichtathletik-Länderkampf mit bundesdeutscher Beteiligung 1977 | 1. Leichtathletik-Länderkampf mit bundesdeutscher Beteiligung 1977 |
| ------------------------------------------------------------------ | ------------------------------------------------------------------ |
|                                                                    |                                                                    |
| Geher-Vergleich der Frauen: Frankreich – BR Deutschland            |                                                                    |
| Austragungsort                                                     | Bourg-en-Bresse                                                    |
| Wettbewerbe                                                        | 1                                                                  |
| Datum                                                              | 28. Mai                                                            |
| 1. FRA 2. FRG                                                      | 13 Punkte 09 Punkte                                                |
| Chronik                                                            |                                                                    |
| ← letzter LK 1976: 00BEL-FRG-NLD (M)                               | FRA-FRG Geher (M) →                                                |

Den ersten Vergleich des Länderkampfjahres 1977 bestritten die Frauen, die damit zum ersten Mal den ersten Länderkampf einer Saison austrugen. Die Geherinnen traten dazu in ihrem erst zweiten Wettkampf bei Ländervergleichen überhaupt gegen Frankreich an. Gastgeber war am 28. Mai die französische Stadt Bourg-en-Bresse in der Auvergne.

## Modus
Ausgetragen wurde ein Wettbewerb über 5000 Meter, der diesmal auf der Bahn stattfand. Jede Nation konnte maximal vier Geherinnen stellen, von denen die drei Besten gewertet wurden. Die Punkte wurden wie folgt vergeben. 1. Platz: 7 Punkte / 2. Pl.: 5 P / 3. Pl.: 4 P / 4. Pl.: 3 P.

## Ergebnis
Die Französinnen erzielten in der Einzelwertung einen Doppelerfolg. Damit reichte der sechste Platz ihrer drittbesten Geherin, um auf neunzehn Punkte zu kommen und diesen Länderkampf gegen das bundesdeutsche Team, das dreizehn Punkte sammelte, für sich zu entscheiden.

## Resultate

### 5000-m-Bahngehen
| Platz | Athlet               | Land | Zeit (min) |
| ----- | -------------------- | ---- | ---------- |
| 1     | Jacqueline Delassaux | FRA  | 25:47,9    |
| 2     | Jeanine Piroux       | FRA  | 25:55,3    |
| 3     | Monika Glöckler      | FRG  | 26:43,4    |
| 4     | Heike Penner         | FRG  | 27:06,3    |
| 5     | Regine Broders       | FRG  | 27:26,3    |
| 6     | Dominique Terraz     | FRA  | 27:46,8    |
| 7     | Ingrid Adam          | FRG  | 28:12,4    |
| 8     | Marie Hisseli        | FRA  | 28:25,3    |